# Dianthera angustifolia
Justicia angustifolia é uma planta da família Acanthaceae, nativa da vegetação do cerrado, no Brasil.